# Società Sportiva Monopoli 1966 2024-2025
Questa voce raccoglie le informazioni riguardanti la Società Sportiva Monopoli 1966 nelle competizioni ufficiali della stagione 2024-2025.

## Rosa
Aggiornata al 16 giugno 2025.
| N. |                       | Ruolo | Calciatore          |
| -- | --------------------- | ----- | ------------------- |
| 1  | Italia (bandiera)     | P     | Samuele Vitale      |
| 3  | Italia (bandiera)     | C     | Federico Pace       |
| 4  | Italia (bandiera)     | D     | Nicola Bizzotto     |
| 5  | Italia (bandiera)     | D     | Antony Angileri     |
| 6  | Italia (bandiera)     | D     | Mirko Miceli        |
| 7  | Italia (bandiera)     | A     | Jacopo Pellegrini   |
| 8  | Italia (bandiera)     | C     | Cristian Battocchio |
| 9  | Italia (bandiera)     | A     | Francesco Grandolfo |
| 10 | Italia (bandiera)     | C     | Danilo Bulevardi    |
| 11 | Argentina (bandiera)  | C     | Federico Vázquez    |
| 12 | Italia (bandiera)     | P     | Mirko Albertazzi    |
| 14 | Italia (bandiera)     | C     | Matteo Capozzi      |
| 15 | Madagascar (bandiera) | C     | Freddi Greco        |
| 16 | Italia (bandiera)     | C     | Bruno Valenti       |

| N. |                    | Ruolo | Calciatore                   |
| -- | ------------------ | ----- | ---------------------------- |
| 17 | Italia (bandiera)  | D     | Claudio Cristallo            |
| 18 | Italia (bandiera)  | C     | Paolo Virgilio               |
| 19 | Italia (bandiera)  | C     | Carlo De Risio               |
| 20 | Italia (bandiera)  | D     | Renato Cascella              |
| 21 | Italia (bandiera)  | C     | Emanuele Scipioni            |
| 22 | Italia (bandiera)  | P     | Christian Sibilano           |
| 23 | Italia (bandiera)  | C     | Simone Calvano               |
| 27 | Italia (bandiera)  | C     | Sergio Contessa              |
| 29 | Senegal (bandiera) | C     | Youssouph Cheikh Sylla       |
| 32 | Italia (bandiera)  | C     | Marcello Falzerano           |
| 39 | Italia (bandiera)  | D     | Kevin Miranda                |
| 45 | Ghana (bandiera)   | A     | Philip Ankrah Yeboah         |
| 71 | Italia (bandiera)  | C     | Claudio Cellamare            |
| 77 | Italia (bandiera)  | C     | Orlando Viteritti (capitano) |
| 98 | Italia (bandiera)  | A     | Nicolò Bruschi               |
| 99 | Italia (bandiera)  | A     | Antonio De Palo              |